# Œufs brouillés
Pour les articles homonymes, voir Œuf.

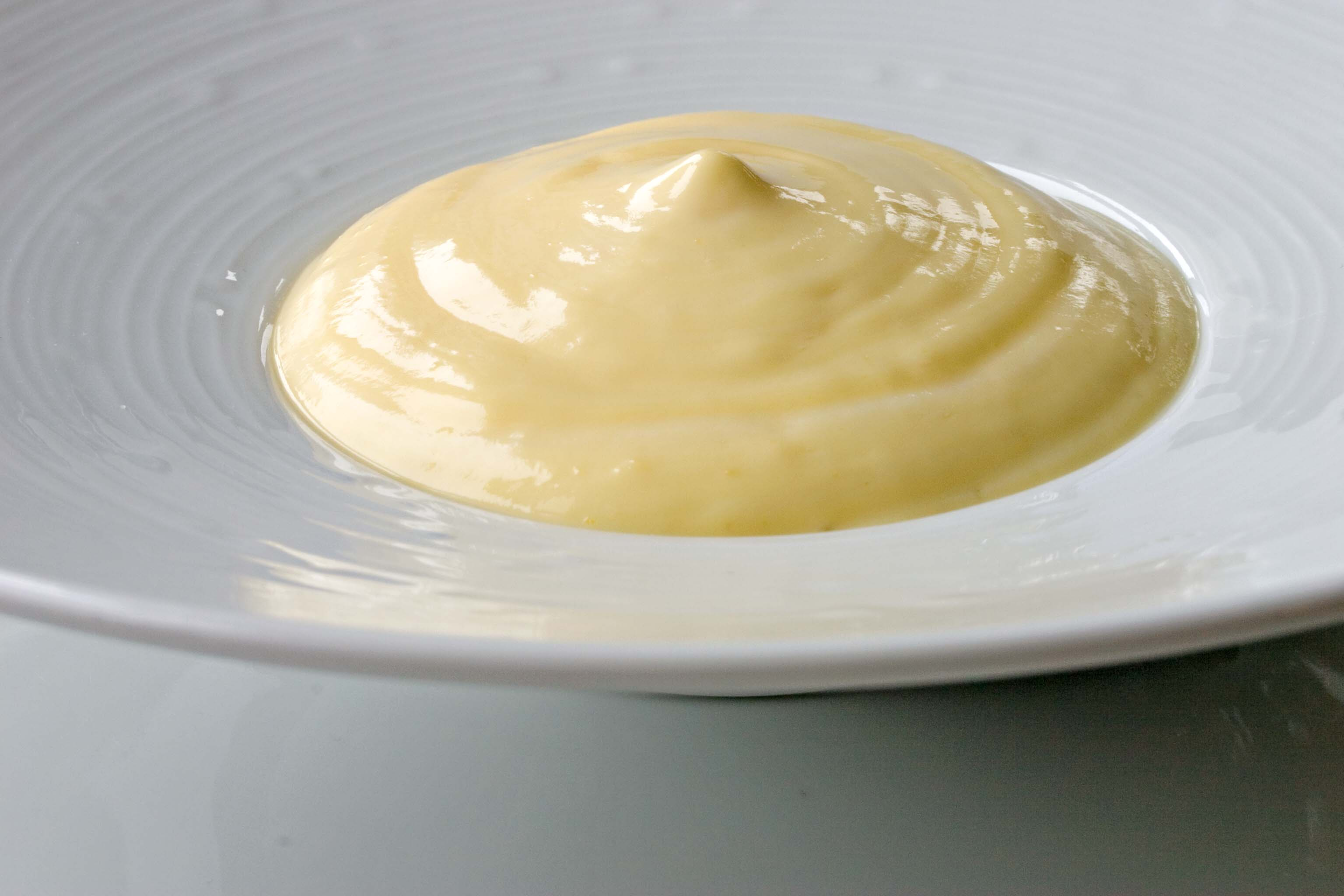
Œufs brouillés au naturel parfaitement onctueux

Les œufs brouillés sont des œufs entiers cuits à température douce avec un corps gras (habituellement du beurre), constamment remués (et non battus) de façon à obtenir une consistance crémeuse et lisse.
Traditionnellement cuits directement sur un feu doux, la cuisson au bain-marie répond à l'exigence d'œufs lisses et sans grumeaux, savoir-faire dont le résultat est selon Auguste Escoffier, la « préparation incontestablement la plus fine de celles auxquelles peuvent être soumis les œufs; à condition, toutefois, que le degré de cuisson ne soit pas dépassé, et qu'elle reste moelleuse et crémeuse »,. Ils sont assez difficiles à réussir.

## Dénomination
Brouillé est exprimé dans de nombreuses langues par le substantif mélanger, battre (français brouiller : mêler, troubler un ensemble en l'agitant selon Larousse), l'anglais scrambled eggs (« mélanger (mix) les œufs avec un peu de lait et mélanger à nouveau jusqu'à ce qu'ils sont frits » écrit le Cambridge Dictionary qui fait allusion à une cuisson directe), le portugais ovos mexidos, l'espagnol revuelto de huevo (revuelta: soulèvement, les œufs brouillés espagnols sont souvent battus), l'allemand Rührei (rühren remuer, également Eierschmalz, œufs au saindoux), l'italien uova strapazzate (battre avec force),,,. Le chinois  炒蛋 (chǎo dàn) où  炒 (chǎo) désigne un passage rapide au wok, une friture à l'huile chaude. En d'autres termes, c'est partout la méthode de cuisson qui est nommée et non le résultat recherché (grumeleux ou moelleux, secs ou onctueux, juste liés ou frits, etc.), le terme recouvre donc différentes préparations culinaires.

En Provence, les œufs brouillés s'appellent brouillade (brouillade aux anchois, à l'oignon...).

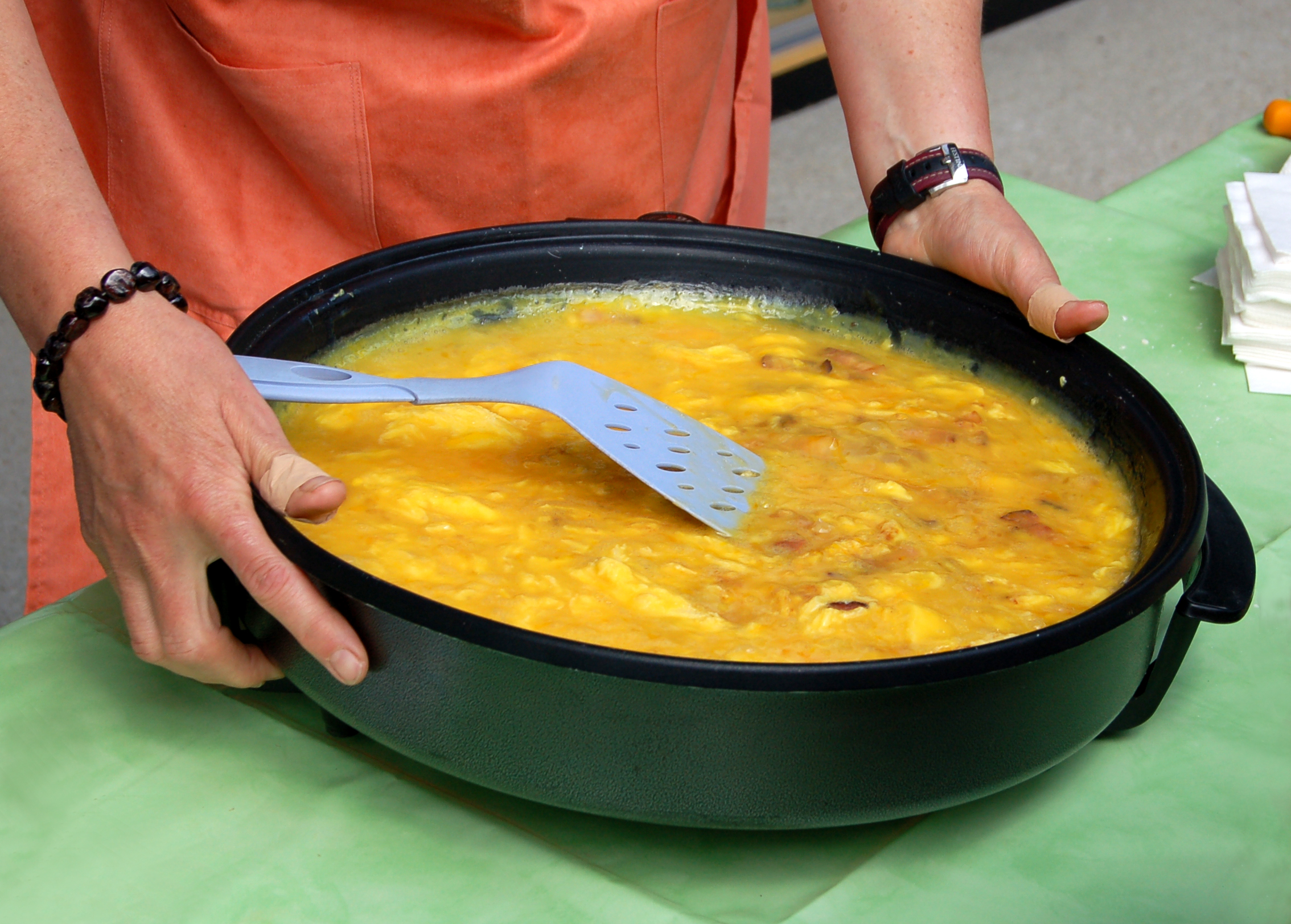
Un œuf d'autruche brouillé.

## Histoire
François Pierre de La Varenne (1664) donne la première recette d'œufs brouillés disponible en français : « 15 - faire fondre du beurre avec des œufs dans un plat, assaisonnez de sel et de muscade, lors qu'ils sont sur le feu remuez avec une cuillère jusque à ce qu'ils soient cuits et servez ». Jourdan Le Cointe (1790) faits ses œufs brouillés de 8 jaunes 4 blancs et un bon bouillon et indique « ne laissez pas trop cuire ». Le terme œufs brouillés est présent dans la littérature numérisée depuis 1740 avec une fréquence significative depuis 1875.
Les anciens égyptiens auraient été amateurs d'œufs brouillés de crocodile supérieurs aux œufs de poule. La cuisine classique fin XIXe siècle, début XXe siècle servait en plus des œufs de poule, les œufs de tortue, de mouette, de caïman, de vanneau, de perruche, de faisane, de nandou (œufs brouillés de nandou aux pointes de salicorne),,. Levaillant (1865) décrit la manière de cuire un œuf brouillé d'autruche directement dans sa coquille, décalottée, posée sur des cendres chaudes et qu'on remue avec une cuillère (« malgré le gout exquis, je ne pus en manger que la moitié »).

## L'objectif: des œufs moelleux

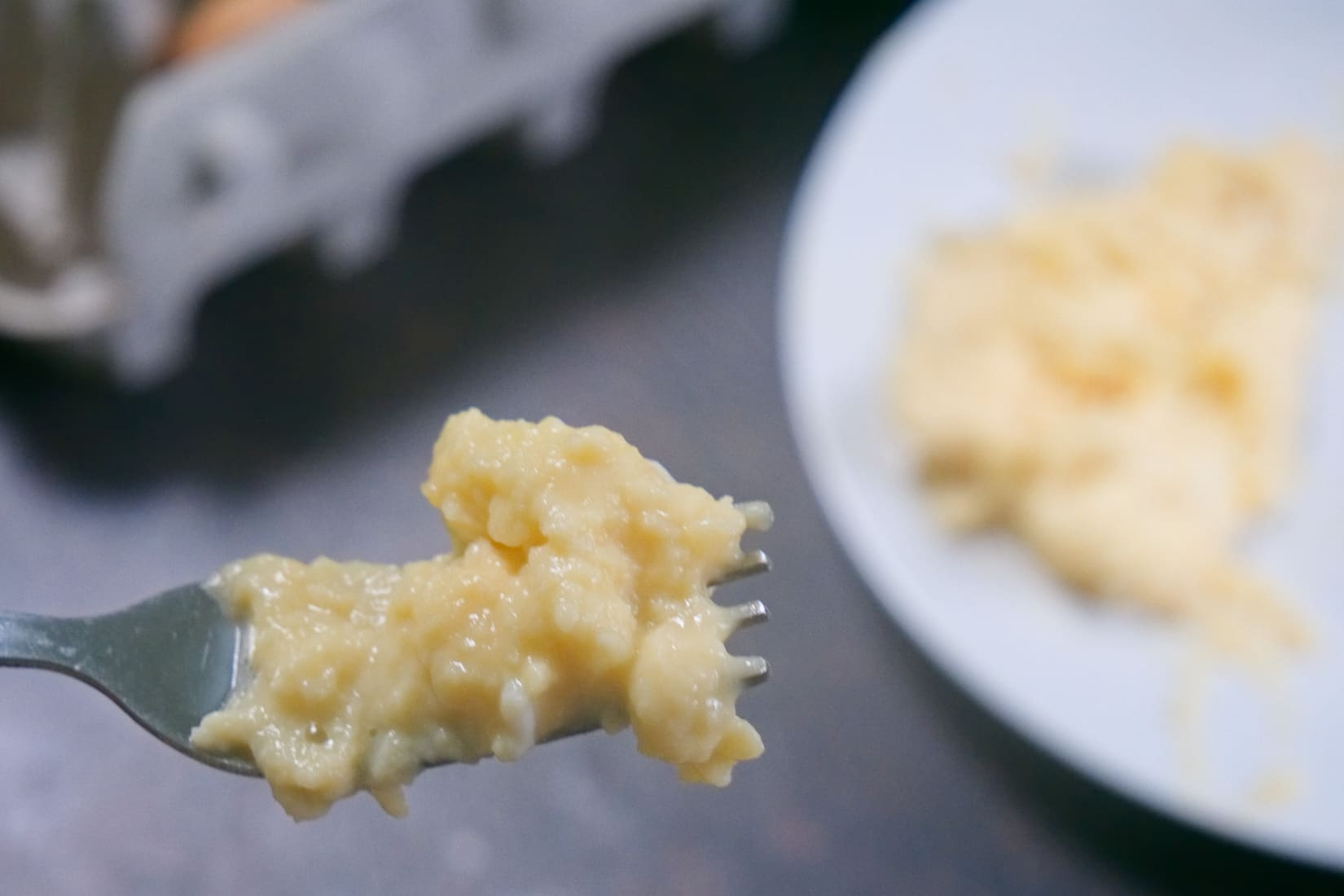
« graineux », à éviter selon Jules Gouffé

### Crémeux et homogènes

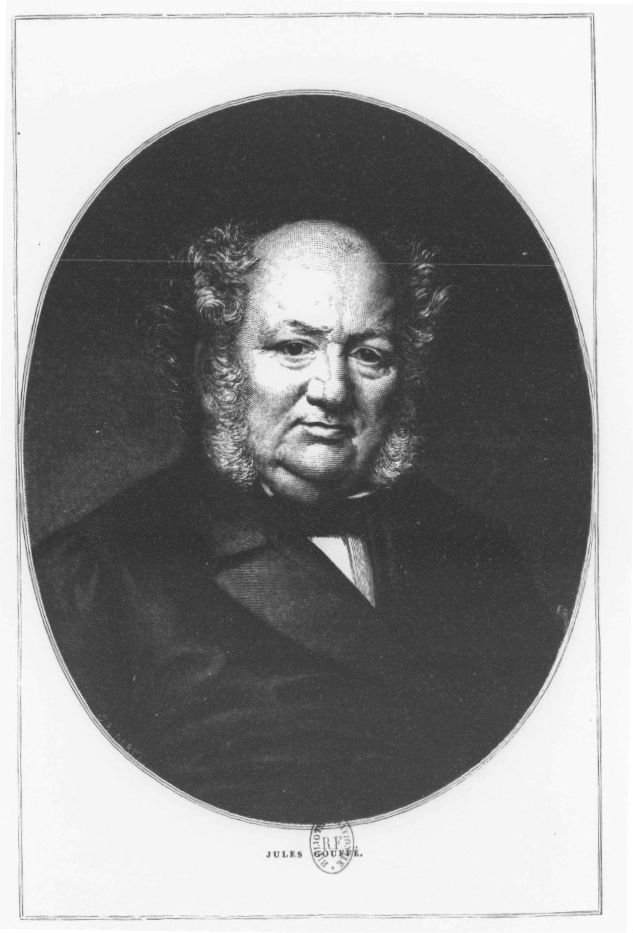
« On se plaint quelquefois de ce que les œufs brouillés sont servis à l'état graineux : cela tient soit à l'excès de cuisson, soit au défaut de soin dans le travail ».

Escoffier (1903) décrit les 2 méthodes de cuisson: « Dans l’ancienne cuisine, l’on n’admettait les œufs brouillés que cuits au bain-marie : c’était une garantie de cuisson parfaite, mais qui rendait l’opération assez longue. Elle peut être conduite plus vivement en cuisant les œufs à feu direct, mais très doux, de façon que la cuisson se fasse sans violence, pour arriver à atteindre cette homogénéité parfaite des molécules, qui rend les œufs moelleux ». Le nouveau Cuisinier royal (ed. 1827) insistait déjà sur la texture: « remuez les sur un fourneau bien doux avec un fouet, [...] quand ils commencent à épaissir, retirez-les et vannez-y un bon morceau de beurre ». Jules Gouffé note en 1867 que pour éviter les œufs brouillés «graineux», mais les avoir moelleux, il est nécessaire que fouet aille dans toutes les parties de la casserole. De même, dans les premières recettes en langue anglaise, aux États-Unis, les scrambled eggs doivent avoir la consistance crémeuse (creamy) d'une gelée (jelly),. Elles ont été oubliées et de nos jours les œufs brouillés « incroyablement luxuriants et crémeux » sont appelés : Œufs brouillés à la française.
Les œufs cuits au bain-marie sont connus dès 1750 chez Menon (œufs à la grand'mère, mélangés à un bouillon, œufs au gobelet  « que l'eau bouille doucement, servez tremblants »). Le Dictionnaire universel de cuisine pratique de Joseph Favre (1905) est le texte le plus achevé sur ce sujet : Favre mets (procédé général) les œufs, du beurre et du lait (qu'on remplace « avantageusement par de la crème ») dans une casserole qu'on chauffe au feu doux en remuant avec une cuillère en bois, puis qu'on met au bain-marie pour terminer la cuisson en donnant un bon coup de fouet quand les œufs commencent à blanchir. « il est très important de ne jamais cuire à feu vif pour ne pas coaguler par partie seulement ». Dans sa version cuisine de restaurant, il ajoute un peu de « béchamelle qui a l'avantage de tenir les œufs mollets et homogènes », il les réserve au bain-marie.

### Les méthodes de cuisson

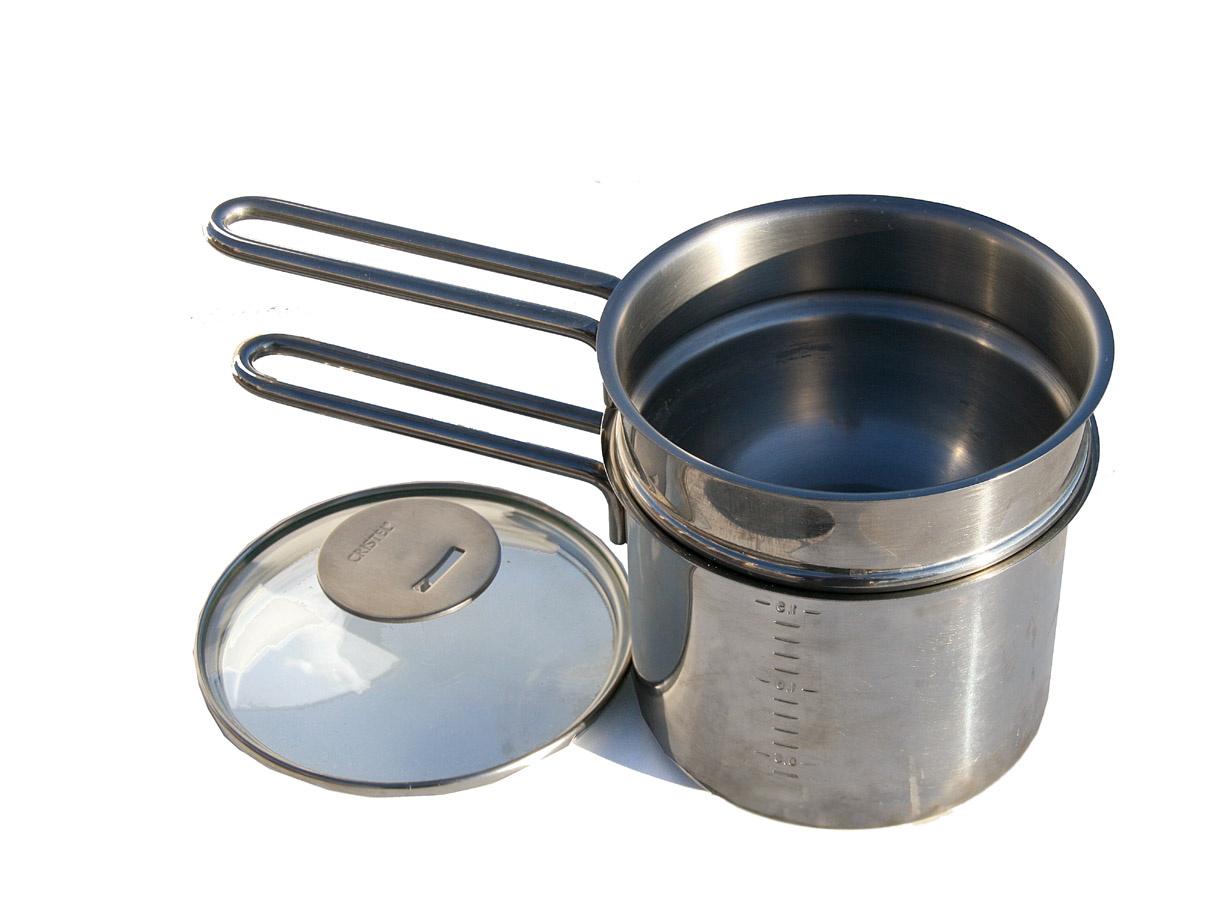
Bain-marie, le fond arrondi de la cuve permet un travail idéal du fouet, la cuve doit aussi être haute.

#### La cuisson au bain-marie facilite les œufs brouillés crémeux
Que ce soit Édouard de Pomiane (1940), James de Coquet (1990), Marie-Laure Tombini (2011), Paul Bocuse, Gordon Ramsay, Takashi Kinoshita (qui les met dans un siphon), la cuisson au bain-marie est plébiscitée,,,,,. Michel Guérard ou Alain Ducasse les font toujours directement sur feu doux. Laurie Colwin en fait l'éloge : « les meilleurs œufs brouillés que j'ai mangés ont été préparés par un jeune [...] anglais qui insistait sur le fait qu'ils doivent être cuits au bain-marie.[...] Les œufs ainsi obtenus sont satinés et crémeux et n'ont besoin de rien de plus ».
La cuisson dure généralement 5 à 7 min, la fin de cuisson est délicate, demande une température homogène du récipient et de bien détacher les bords de façon que l'émulsion conserve la texture d'une pommade homogène. Souvent, ils sont crémés en fin de cuisson. Andrea  Gaery a expérimenté diverses proportions de mélange de beurre et temps de cuisson : 12 min avec peu de beurre à 71 °C donne des œufs brouillés crémeux au grain fin et tendre, cette température correspond à quelques degrés près à la température minimale de coagulation du blanc d'œuf. Pour obtenir cette ⁣⁣température⁣⁣, le bain-marie doit donc être maintenu en dessous de l'ébullition.

#### La cuisson directement sur le feu: méthode rapide
Les œufs brouillés sont également :

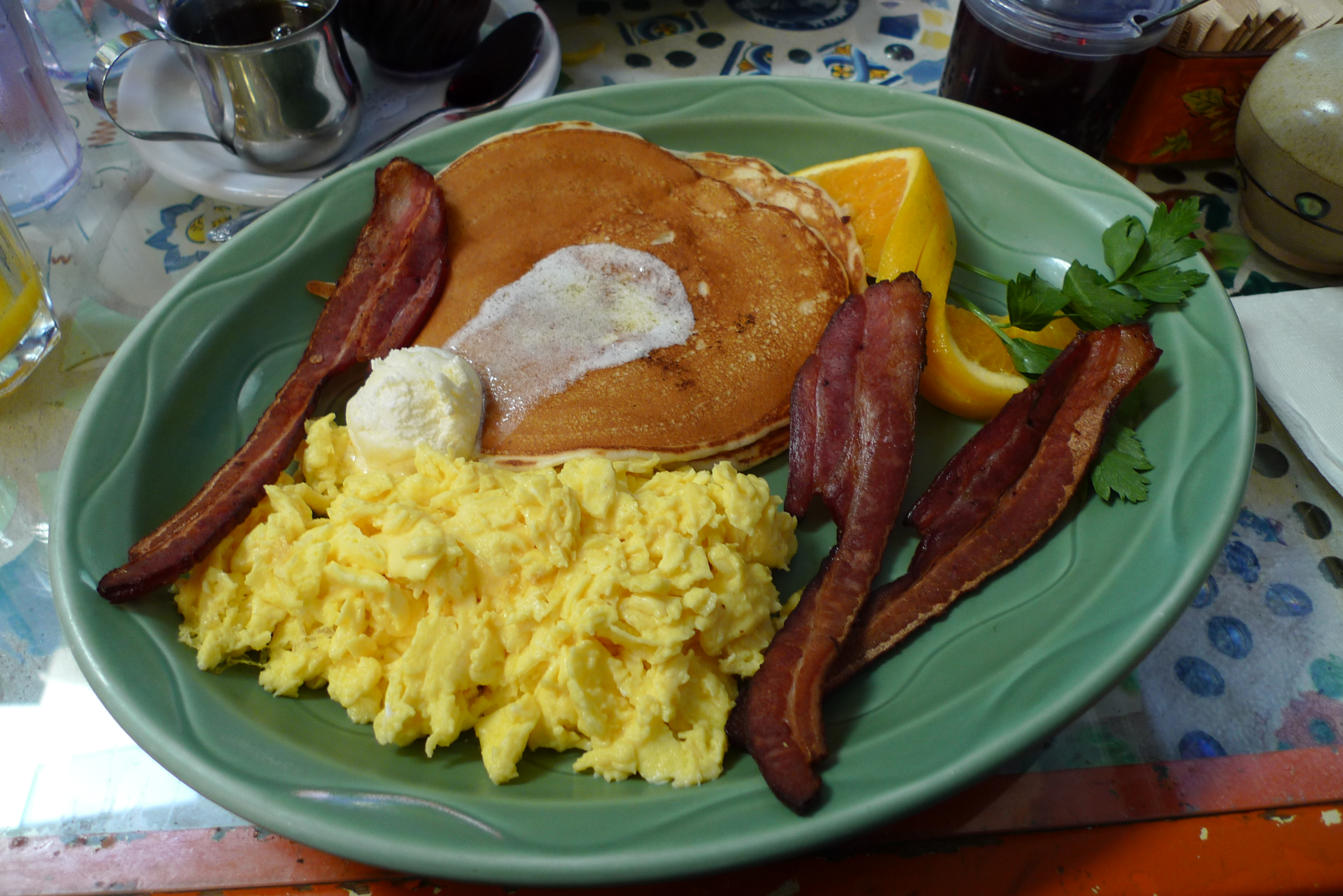
Petit-déjeuner nord-américain: Œufs brouillés fermes, pancakes et bacon frit.

- des œufs battus, cuits directement sur le feu avec un corps gras, constamment tournés pendant leur cuisson dont la texture n'est pas crémeuse mais consistante (elle permet de les poser sur un toast, selon l'usage du petit déjeuner américain) souvent appelés œufs brouillés à l'anglaise[34].
- des œufs entiers cassés directement sur le feu avec un corps gras, puis mélangés (vigoureusement ou doucement et par étapes : œufs pliés) pendant leur cuisson dont la texture n'est pas crémeuse mais hétérogène avec des parties plus ou moins cuites[35].

Dans les 2 cas, le contrôle d'un température basse est délicat, voir périlleux. Jamie Oliver, lui-même, les fait « graineux » et assez cuits. Il existerait une nuance entre les œufs brouillés américains (plus cuits) et les œufs brouillés anglais (moins cuits et remués plus doucement). Quoi qu'il en soit, dans les deux cas, ils sont suffisamment rigides pour tenir sur un toast.
La cuisson à la vapeur directe (bec à vapeur directement dans les œufs battus) donne le même résultat.

#### La cuisson au robot-cuiseur: méthode précise mais sans l'œil humain
Le robot pâtissier cuiseur est équipé de fouet ou de batteur souples qui permettent de mélanger les œufs tout en les cuisant à une température précise (90 °C, 90,5 °C) avec programmation horaire (20 min), ils permettent donc de contrôler la cuisson sans l'épuisement du travail manuel. En revanche, ils ne permettent pas un contrôle visuel. Le batteur souple est recommandé, (75 °C, 76,6 °C) moyenne pendant 5 min.

Cuisson prolongée à la poêle, mélange à la spatule, l'œuf brouillé n'a plus son crémeux

#### La cuisson au micro-ondes: méthode très rapide
Les œufs battus (avec lait ou crème) sont mis à cuire dans un ramequin ou une tasse couverte - il existe des œufriers avec système de fermeture adapté - beurré ou huilé 1 min 30 s à 1 min 45 s puissance moyenne environ 700 W. Un résultat acceptable exige de remuer le mélange 2 ou 3 fois pendant la cuisson. La cuisson est suivie d'un temps de repos. Il faut donc compter au minimum 5 min de préparation.

### Origine suisse des œufs brouillés au fromage
Dans sa Physiologie du goût, Brillat-Savarin écrit que les œufs brouillés au fromage sont d'origine suisse (il se moque d'un évêque nommé à Belley qui les mangeait à la cuillère et non à la fourchette). La proportion est 1/3 du poids des œufs en Gruyère, 1/6 du même poids en beurre, la cuisson directement sur le feu. Lucien Tendret qui commente cette recette (qu'il dit très ancienne) bat les blancs séparément avant de les mélanger aux jaunes, retire le mélange du feu dès qu'il devient onctueux. Il ajoute des truffes. Les suisses appellent brouillade les œufs brouillés crémeux aux truffes, les œufs brouillés à la suisse se font à l'Emmenthal saupoudrés de parmesan finement râpé,. Un certain genevois nommé Bachelier revendiquait l'invention des œufs brouillés au gruyère se vit répondre que l'invention datait de l'antiquité, le fromage d'un jeune spartiate serait tombé par accident dans la casserole des œufs brouillés et y aurait disparu, ce qui avait mis en évidence la propriété de l'œuf de dissoudre le fromage.

## Garniture et accompagnement

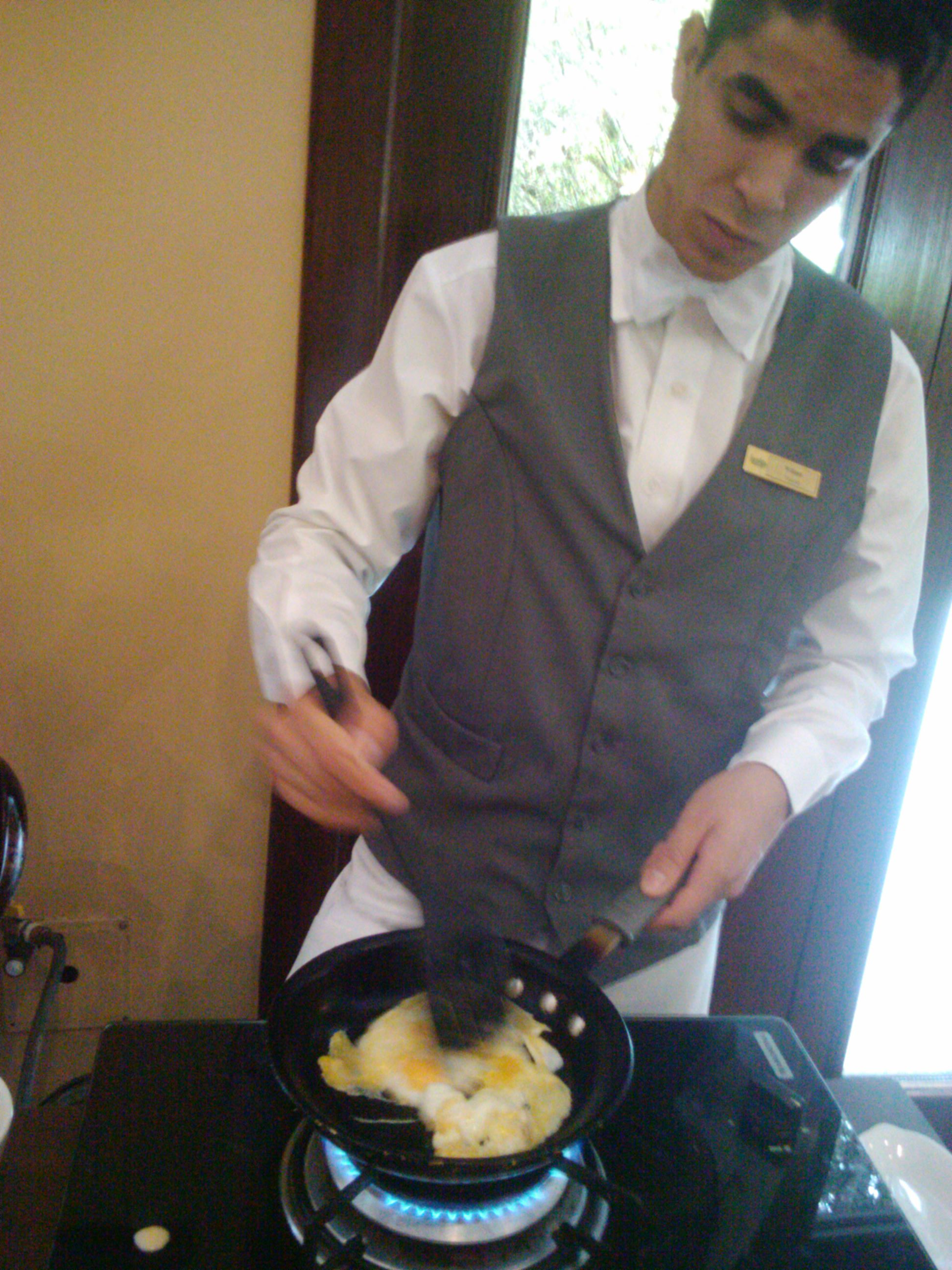
ovos mexidos à très grand feu...

### Choix du corps gras
On peut chercher l'onctuosité en forçant sur le corps gras, par exemple les buttered eggs (1660) sont des œufs brouillés fortement beurrés (100 g de beurre pour 4 œufs), qui pourraient être appelés beurre aux œufs. La crème de lait (œufs brouillés à la crème, qui ne dispense pas d'un bon morceau de beurre) et les fromages gras jouent le même rôle,.
Le matoufet wallon matoufè est un plat d'œufs brouillés au lard. En Gascogne, les cruchades, œufs brouillés à la graisse d'oie ou de porc sont cuites avec de la farine. Henry IV devenu roi devait s'en abstenir pour ne pas sombrer dans la nostalgie des cruchades du meunier de Barbaste de son enfance. Léon Abric recommande de cuire les œufs brouillés dans la graisse du foie gras. Les œufs brouillés péruviens à la saucisse de Huacho sont cuits dans le gras de cette saucisse passée à la poêle.
La créativité japonaise n'est pas en reste dans le domaine du gras : œufs brouillés à la mayonnaise.

### Les garnitures classiques
Par leur texture, et par leur équilibre sucré-salé, ils mettent bien en avant le goût des aliments qu'ils accompagnent.

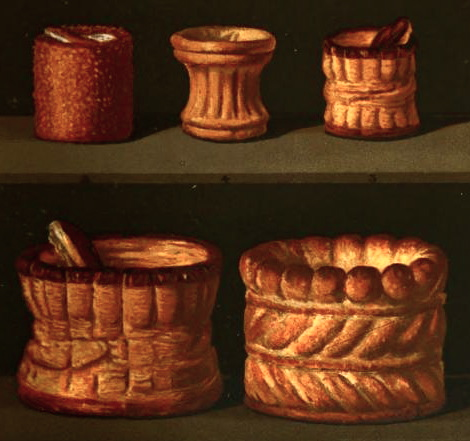
Dans la cuisine classique les œufs brouillés sont servis en croustades

#### Œufs brouillés salés
La présentation « au naturel » est œufs, crème, beurre, sel, le poivre les assaisonne idéalement, l'ancienne cuisine aimait la muscade. Les œufs brouillés aux croutons sont un classique proche du naturel.
Dans la cuisine classique, les œufs brouillés étaient servis dans des croustades, des cassolettes, des brioches, sur des tartelettes, ils le sont toujours sur du pain grillé ou frit
La garniture des œufs brouillés est dressée autour des œufs et non sur les œufs. Sauf s'ils servent de farce : œufs brouillés à la Moréno (tomate cuite, creusée et farcie d'œufs brouillés), à la morlaisienne (fonds d'artichauts farcis aux œufs brouillés).
Doux, onctueux, ils accompagnent avec bonheur les champignons (en purée), dont les truffes, les girolles (« je dois avouer que je ne déteste pas les girolles aux œufs brouillés »), les asperges ou Fanchette,, les petits pois, l'estragon, le fromage, la cervelle, le jambon cru. Les œufs brouillés à la lyonnaise sont aux jeunes oignons, à la Carnot (champignons de Paris et jus de citron), à la princesse (truffes et fromage), à la Montglas (truffes, langue écarlate, foie gras), à la Balzac (langue écarlate et truffes), à la d'Aumale (tomate, rognons de veau sautés), à l'espagnole (ail, oignons, courgette, tomate, poivron vert revenus dans l'huile d'olive), Sylvette (morilles sautées, carottes au beurre, truffe), Reine Margot (blanc de volaille au lait d’amande), à l’Archiduchesse (paprika, champignons et jambon),.
De même, les œufs brouillés se font aux anchois, aux huîtres, à la Offenbach (thon, anchois, bisque d'écrevisse et purée de tomate), à la dieppoise (huîtres et champignons, en croustade), à la brésilienne (purée d'anchois, tomate, poivron jaune), à la Momy (bisque et beurre d'écrevisse). Les œufs brouillés aux oursins étaient une recette célèbre des frères Troisgros (1990). La bécasse écossaise (scotch woodcock) est un toast d'œufs brouillés aux anchois, à la pâte d'anchois et aux câpres, plat victorien.

Les œufs brouillés aux légumes (chicorée, artichaut, cardes, laitue) sont donnés par Jourdan le Cointe (1792).

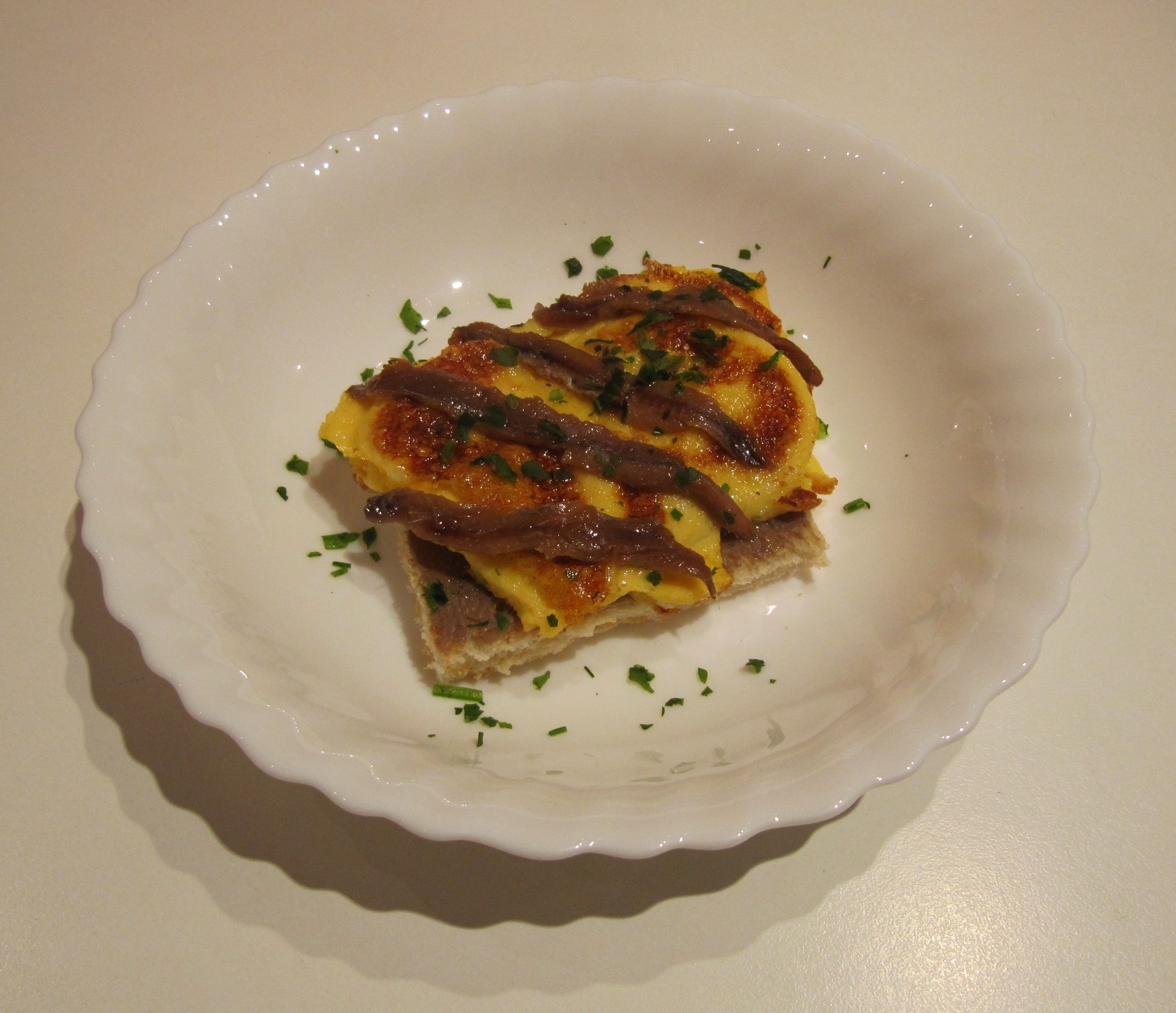
Scotch woodcock : Bécasse écossaise, toast, œufs brouillés trop cuits, anchois, pâte d'anchois

#### Œufs brouillés sucrés
Jean de Bockenheim, cuisinier du pape Martin V (1430) serait le premier à donner la recette des œufs à l'orange, dont la version classique est chez François Massialot (1693) un entremets,: « Il faut fouetter des œufs, et en même temps y presser le jus d'une orange, et prendre garde qu'il n'y tombe de la graine. Le tout étant bien battu, et assaisonné d'un peu de sel, prenez une casserole, mettez-y un peu de beurre et en jour gras, un peu de jus. Versez-y vos œufs, et remuez toujours, comme si c'était une crème, de peur qu'ils ne s'attachent au fond. Quand ils feront cuits comme il faut, versez-les dans une assiette ou plat ; et servez chaudement ». Il s'agit donc d'œufs brouillés au jus d'orange douce, en revanche l'orange amère était encore plus fréquente en Europe du temps de Bockenheim.
Henri Louis Nicolas Duval (1842) donne une recette d'œufs brouillés aux confitures (marmelade d'abricot ou de prune).

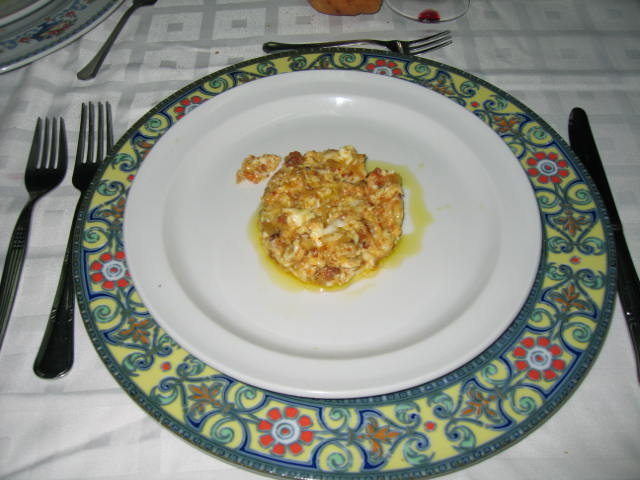
Version espagnole de l'œuf brouillé à la morue et aux oursins

### Cuisines locales

#### Europe
En Belgique et en Alsace, les jets de houblon accompagnent les œufs brouillés et la bière,. Les œufs brouillés frits à la bière avec lard grillé sont une autre spécialité belge. Les œufs Gibraltar sont des œufs brouillés cuits avec des pousses de houblon blanchies servis avec une sauce rémoulade. En Suisse, les œufs brouillés à l'Emmental se font avec un peu de lait, 15 g d'Emmental par œuf et du cresson en garniture, les œufs brouillés au Gruyère (avec crème) acceptent la truffe et la châtaigne, 25 g de Gruyère par œuf,. En Franche-Comté, les œufs brouillés aux morilles « sont un mets incomparable ». En Pologne, la podwawelska ou saucisse de campagne est la garniture usuelle.
En Espagne: kinojos con jamón, œufs brouillés avec fenouil et jambon, Revulto de gambas y ajetes avec des crevettes frites et de l'ail. Dans le sud de l'Europe, aux zestes de cédrat.

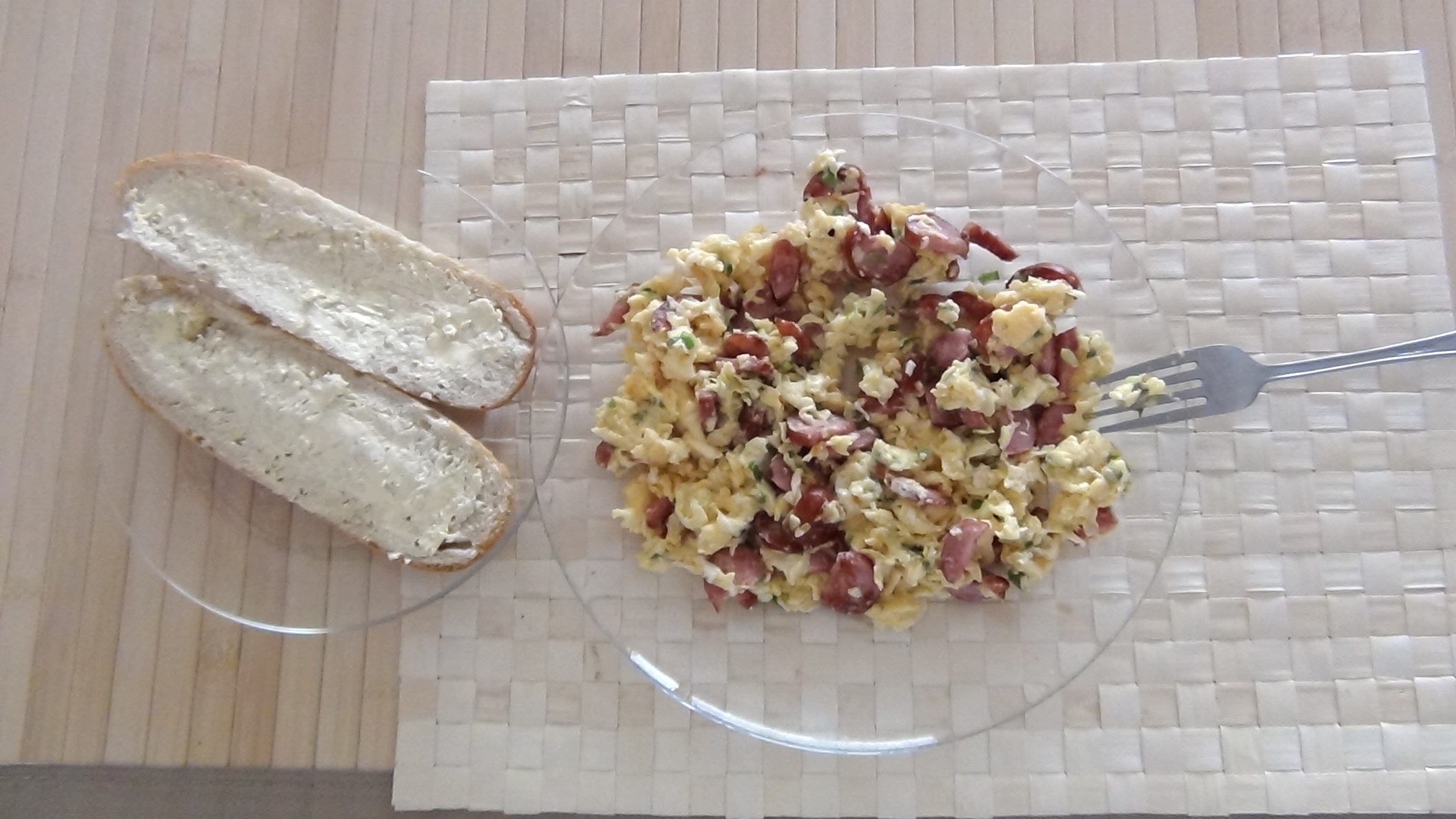
Jajecznica na kiełbasie : œufs brouillés à la saucisse de campagne polonaise

#### Afrique
Au Maroc, les œufs brouillés entrent dans la composition de briouates. En Tunisie, Algérie, en cuisine juive : la ajja ou ojja est un plat d'œufs brouillés ou d'œufs sur le plat aux merguez avec harissa. Au Benin, leYam pot est une racine d'igname bouillie garnie d'œufs brouillés avec réduction de tomate.

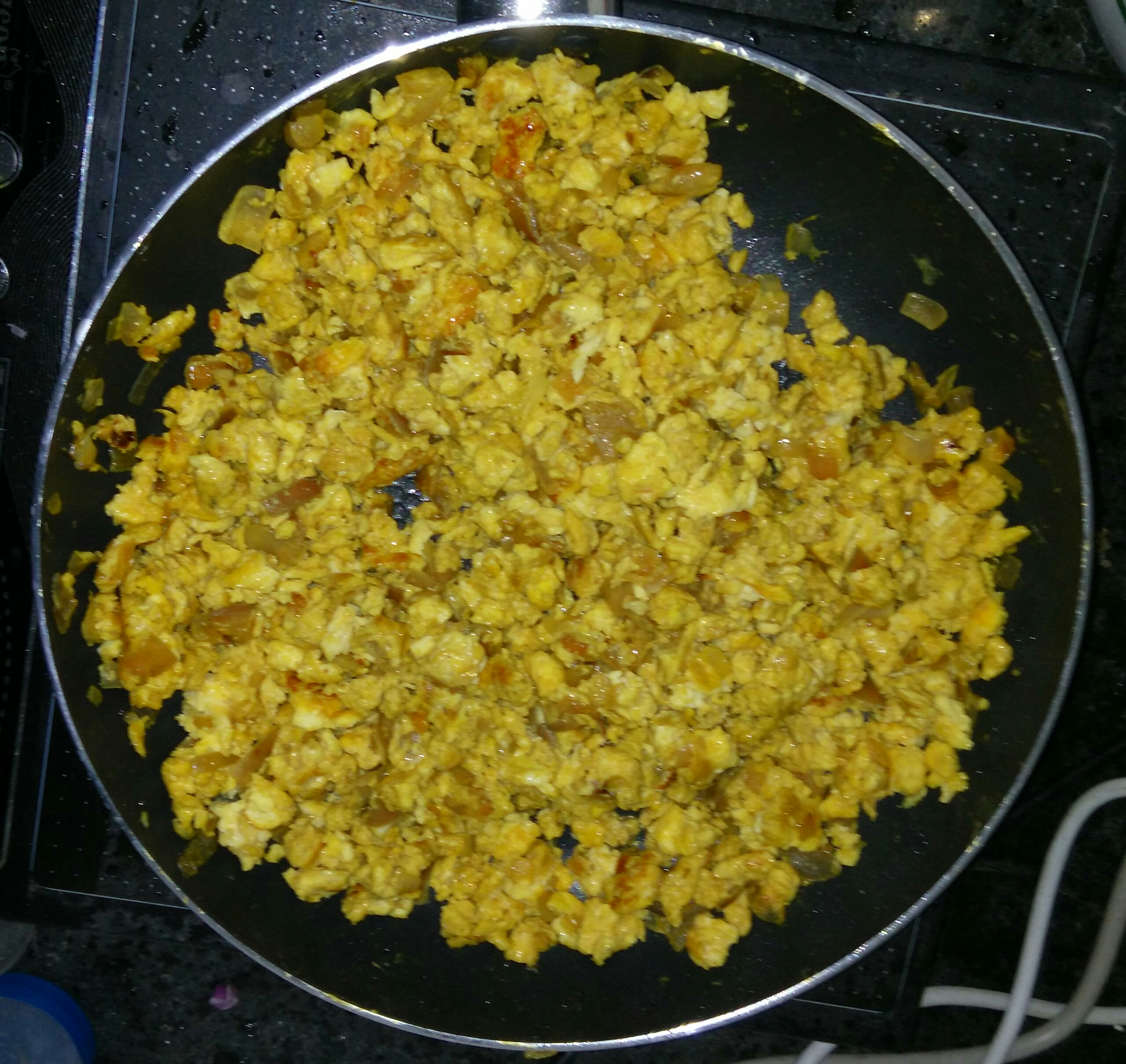
Bhurji indien: épices, piment, oignons

#### Asie
En Turquie, sucuklu yumurta (saucisse épicée d'origine arménienne) et pastırmalı yumurta avec œufs brouillés ou œufs frits,.
En Inde, l'œuf bhurji est brouillé, pimenté avec oignons sautés, gingembre, poivre, curcuma et épices au choix, se sert sur parathas. Aux Philippines, poqui-poqui (puke puke, puki puki) sont servis sur aubergine grillée, échalote sautée, ail et tomate. En Chine, avec les ailerons de requin. Au Japon: カツ丼 (katsudon) est un bol de riz garni de porc pané et d'œuf brouillé.
Le site japonais cookpad donne 3 798 (2021) recettes d'œufs brouillés, parmi lesquelles: les œufs brouillés au basilic thaï, œufs brouillés blancs (shīkwāsā, mirin, sesame blanc, etc.),.

#### Amérique

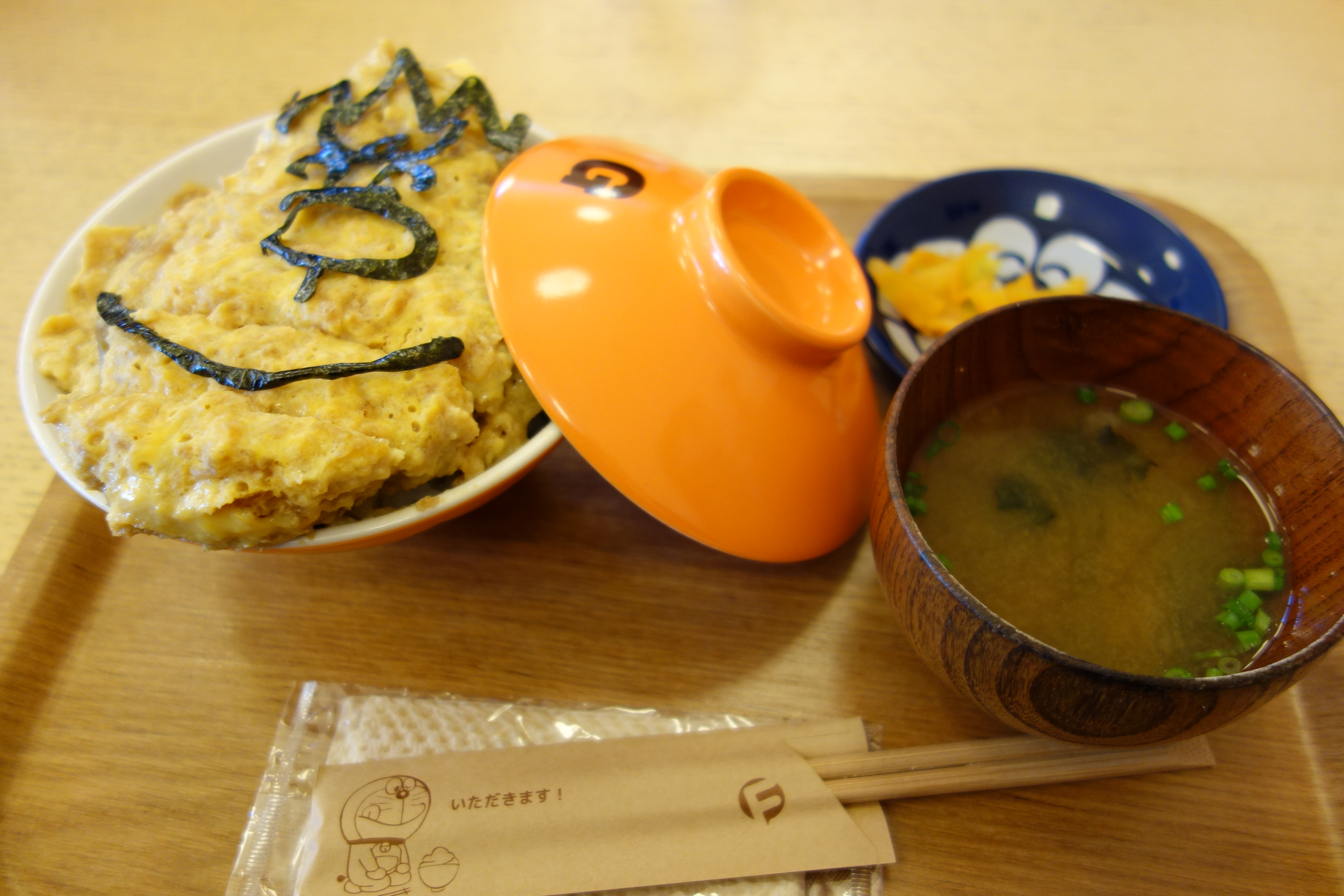
Katsudon : bol de riz couvert d'un œuf brouillé avec viande de porc (tonkatsu)

En Amérique centrale, les fleurs de yucca (Flor de Itabo con huevos), au Pérou : œufs brouillés au manioc et à la saucisse. Les huevos pericos ou œufs perruche (avec oignon et tomate) sont pris au petit déjeuner en Colombie. Au Chili, le cyttaria (Cyttaria espinosae) nom local digüeñe, champignon parasite, est consommé avec les œufs brouillés. Au Costa Rica: avec riz complet, haricots rouges, au Mexique avec haricots rouges, chili con carne ou maïs.
La méthode traditionnelle britannique utilise une crème épaisse et du beurre, la texture crémeuse permet toutefois de les poser sur du pain grillé. Aux États-Unis, le lait nature est préféré et le cuisinier utilise une poêle pour cuire à feu direct. Les grumeaux sont poussés au centre de la poêle et agités rapidement pour obtenir des morceaux d'œufs gonflés. Les garnitures typiques incluent le fromage ou la sauce Tabasco,.
Le chef Jamie Oliver donne sa vision des techniques actuelles (2020) : Aux États-Unis, la recette des œufs brouillés n'est pas celle du Royaume-Uni (bien qu'il s'agisse de nuances peu sensibles dans le résultat final). Ces versions ont été testées : la méthode anglaise (œufs battus et beurre et sans crème contrairement à l'usage anglais, régulièrement remués dans une poêle à feu moyen) et la méthode qualifiée d'américaine (il s'agit bel et bien pour ce chef d'une omelette non roulée régulièrement ramenée au centre de la poêle) donnent des œufs compacts faciles à poser sur une tartine. Les véritables œufs brouillés (qualifiés de méthode française) au bain-marie ont une texture suave (bien que trop cuits et très granuleux chez Rachel Askinasi) et sont savoureux.

### Cuisine moderne
La nouvelle cuisine a inventé les œufs brouillés au caviar, attribués à Henri Gault.
Dans la cuisine actuelle, les œufs brouillés sont fortement relevés : œufs brouillés au chorizo, œufs brouillés chorizo et tomate cerise, Gordon Ramsey : œufs brouillés hot hot hot, sur toast avec chorizo, tomate, oignon, persil, comté, piment et paprika, tortillas mexicaines aux œufs brouillés : chorizo, poivron, huile d'olive,,,. Au piment d'Espelette (Cyril Lignac) à la crème, vodka, lime, œufs de saumon (Philippe Etchebest). Œufs brouillés à la crème d'ail... avec piment de Cayenne, tapas d'œufs brouillés à la  soubressade de Majorque,.

## Que boire avec les œufs brouillés?
Au petit déjeuner, les œufs brouillés côtoient le café, le thé, le jus d'orange. Mais au repas aucun consensus : vin blanc sec, moelleux, vin rouge fruité, bière, cidre, chocolaté santafereno (chocolat liquide), Champagne,,,,. 

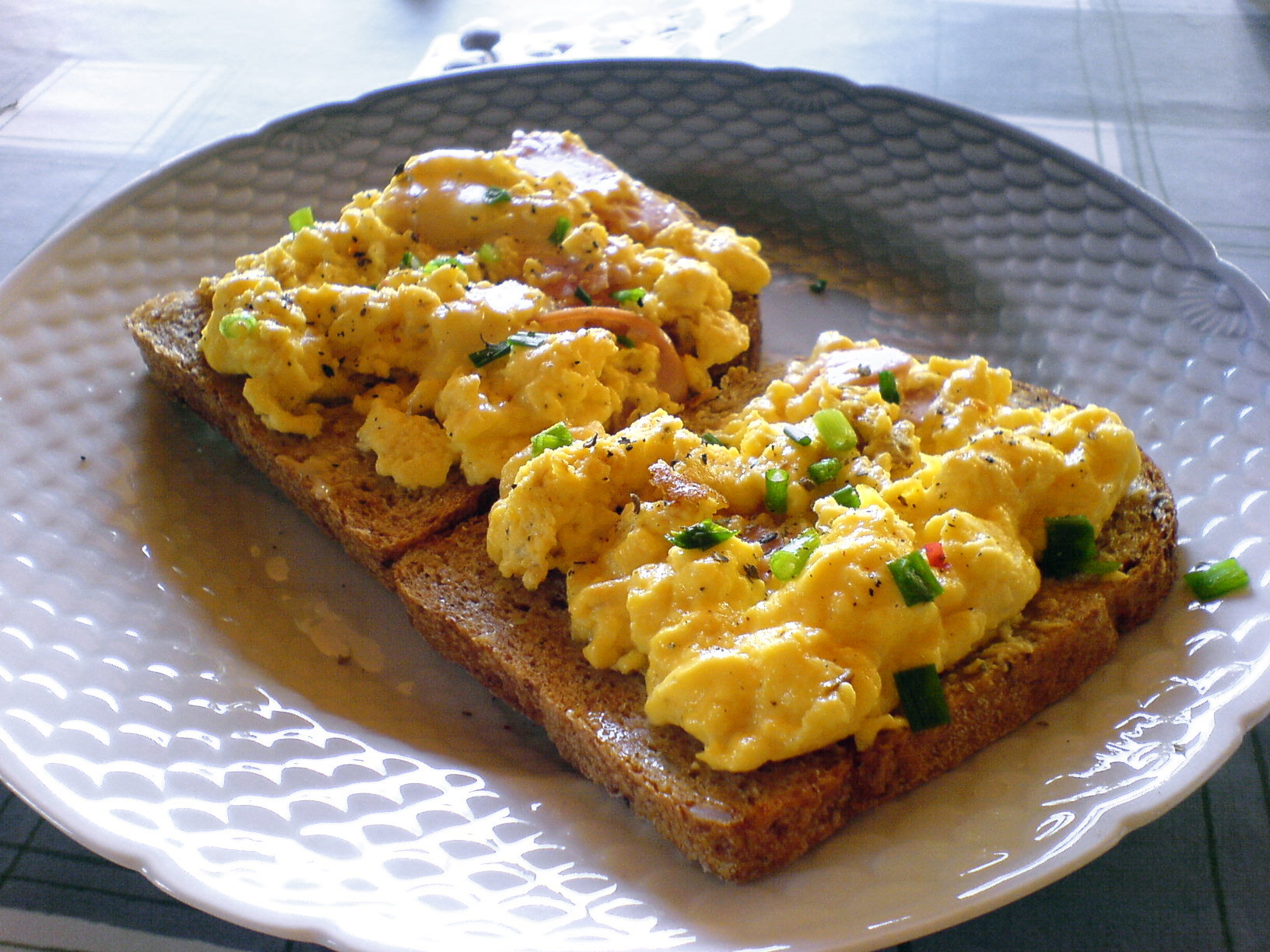
Des œufs brouillés norvégiens, suffisamment cuits pour être mangés sur toast

## Anthologie
- Danières apprend au père Doliban ce que sont l'amour, le mariage et le divorce[109] :

« L'amour est un nœud frais (œuf frais), le mariage un nœud dur (œuf dur), et le divorce un nœud brouillé (œuf brouillé) »

- Voltaire aimait manger des œufs brouillés entre ses périodes de travail à Ferney[110].
- Le titre original de Yesterday de Paul McCartney était Scrambled Eggs et les paroles[111] :

« Œufs brouillés, Oh tu as de si jolies jambes, Œufs brouillés. Oh, my baby, how I love your legs »

- Cholet de Jetphort, Michel-François-Joseph. Étrennes lyriques, anacréontiques - à Mlle B. Paris, 1793[112].

« N'est-ce pas vous qui, dans l'accès / De votre humeur follette,
Me compariez avec l'Œuf frais / D'une jeune poulette ?
Oui sans doute, et j'ai fait serment, / Notez cette apostille,
Que de cet œuf-là chèrement, /… Vous pairiez la coquille.
D'après ce début, dépouillé / De fiel et d'artifice,
Me prendre pour un œuf brouillé / Serait une injustice »

- Théodore de Banville, Commande, La Lanterne, 17 mai 1891[113].

« La princesse prit le bras du poète et ils passèrent dans une salle à manger où le plus élégant festin leur fut servi dans des vaisselles d'or. Les vins ressemblaient à de rouges incendies qu'on aurait emprisonnés dans des flacons, et les fraises ressemblaient à de grosses poires. Ce qui, de tout, charma le plus le poète, c'est que, de ses propres mains, à l'aide d'un réchaud, la princesse fit sur la table des œufs brouillés, ni trop cuits, ni pas assez cuits, ni trop, ni trop peu salés, de ces œufs brouillés qui, pendant qu'on les mange, vous font connaître les délices du paradis »